# Complejo activado (química)

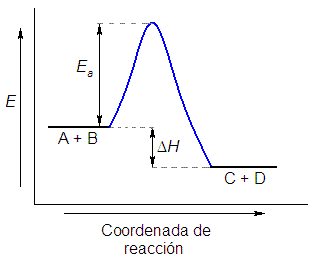
Diagrama de energía potencial para una hipotética reacción A + B → C + D, donde E_{a} es la energía de activación y ΔH el incremento de la entalpía de reacción.

En química, un complejo activado de una reacción química elemental es la disposición particular de los átomos en la cima de la barrera energética.  Si representamos su energía frente a todas las coordenadas del sistema, generalmente veremos cómo es un mínimo energético en todas ellas, menos en la coordenada de reacción -que lleva de reactivos de la reacción a los productos de ésta-, en la que es un máximo. 
La estabilización del complejo activado, por ejemplo, a través de enzimas (o catalizadores en general) conlleva generalmente una aceleración sustancial de la reacción.
- Datos: Q2421183